# Jaime el Barbudo
Jaime José Cayetano Alfonso Juan, popularmente conocido como Jaime el Barbudo (Crevillente, 26 de octubre de 1783-Murcia, 5 de julio de 1824), fue un bandolero español de principios del siglo XIX.

## Biografía
De pequeño se desempeñaba como pastor al cuidado del ganado de su familia en los cerros de su pueblo natal, Crevillente, y sólo fue a los 25 años y tras formar su propia familia una vez casado, cuando acontecería el suceso que sería determinante en su posterior vida: se encontraba Jaime al cuidado de una finca en Catral, cuando por defender esta tierra tuvo un encontronazo con el bandolero "El Zurdo", al que mató de un trabucazo. Era el año 1806. Cuando el resto de la banda de "El Zurdo" juró matarle como venganza, Jaime tuvo que huir a la montaña para proteger a su familia y convertirse él mismo en bandolero. Nacía así el bandolero más famoso de las tierras alicantinas y murcianas del levante español. 
Durante la invasión napoleónica de la Península (1808-1814), luchó contra los franceses en el reino de Murcia, dando muestras de heroicidad. Al final de la guerra, Jaime el Barbudo volvería a sus actividades delictivas.
Durante el Trienio Liberal (1820-1823), Jaime se declaró enemigo de los liberales y colaboró con los Cien Mil Hijos de San Luis. El mismísimo barón Isidore Taylor, ayudante de campo del general Jean-François Louis d'Orsay, pidió que le acompañara como escolta cuando tuvo que pasar por la zona del Levante. Como recuerdo de este viaje, Jaime le regaló al Barón su famoso trabuco, el mismo que el Barón exhibiría con orgullo durante décadas en su mansión.
Con la proclamación como rey absoluto de Fernando VII en 1823, el bandolero se convirtió en un verdadero héroe. Pero una vez más, volvería a cometer nuevos excesos. Durante los últimos años de su vida se puso en contacto con El Ángel Exterminador, un grupo ultracatólico de Murcia que, finalmente, le traicionó. Fue detenido en Murcia en 1824 y ejecutado el 5 de julio de ese mismo año en la plaza de Santo Domingo de esta misma ciudad. Aunque su muerte fue a causa de la horca, se sabe que su cuerpo fue mutilado, frito (literalmente) y sus trozos expuestos en los municipios de: Crevillente, Hellín, Sax, Fortuna, Jumilla y Albanilla. 
La popular figura del bandolero Jaime inspiró el drama en verso del socialista utópico español Sixto Cámara Jaime el barbudo, de 1853, y la novela histórica de Ramón López Soler Jaime el Barbudo, o sea, la sierra de Crevillente (1832).